# Tailhook-Skandal
Der Tailhook-Skandal war eine US-amerikanische politische Affäre aus den Jahren 1991/92, die sich nach sexuellen Ausschreitungen auf dem überwiegend von Marinefliegern besuchten 35. Tailhook-Symposium vom 5.–8. September 1991 in Las Vegas entwickelte. In der Folge mussten 14 Admiräle und ca. 300 weitere Offiziere der United States Navy ihren Hut nehmen oder erlitten in sonstiger Form teilweise erhebliche Karriere-Rückschläge. Strafrechtliche Verurteilungen für die sexuellen Übergriffe gab es nicht.

## Die Tailhook-Symposien
Die Tailhook Association ist eine gemeinnützige private Vereinigung der Marineflieger. Jeder, der einmal mit einem Fanghaken das Fangseil eines Flugzeugträgers getroffen hat, darf Vollmitglied in der Association werden. Für alle anderen Freunde der Marinefliegerei besteht die Möglichkeit, Fördermitglied zu werden.
Seit 1956 veranstaltet der Verein einmal jährlich das „Tailhook“-Symposium, auf dem Vorträge gehalten, Geschichten erzählt und Kontakte gepflegt und geknüpft werden können. Fast nirgendwo sonst bietet sich Piloten die Gelegenheit, frei mit den Verantwortung tragenden Admirälen und Kommandanten zu sprechen. Seit 1963 fand das Symposium immer in Las Vegas statt; vor 1963 traf man sich in Tijuana. Über die Jahre war der Kongress zu einer halboffiziellen Navy-Veranstaltung geworden. Das Vortragsprogramm wurde teilweise direkt von der Navy geplant, und die teilnehmenden Offiziere wurden aus dem ganzen Land mit Navy-Flugzeugen nach Las Vegas geflogen. Für den Kongress wurde das komplette 3. Stockwerk des Hilton Hotels in Las Vegas mit allen Suiten angemietet. Nach den Vorträgen stand die Geselligkeit im Vordergrund. In den frühen Jahren hatten Firmensponsoren aus der Rüstungsbranche die Suiten und Bewirtung der Gäste bezahlt. Seit Ende der 1970er Jahre war es Militärpersonal jedoch verboten, Gefälligkeiten von Firmen anzunehmen. Seitdem taten sich jeweils mehrere Fliegerstaffeln zusammen, um gemeinsam das „Programm“ einer Suite zu planen und die Gäste mit Getränken und Speisen zu bewirten. Die Kosten wurden aus den Gemeinschaftskassen in den Offiziersmessen beglichen. Zwischen den Staffeln entstand über die Jahre ein regelrechter Wettbewerb, wer durch möglichst kreative Einfälle die meisten Besucher in seine Suite lockt. Der gesellige Teil des Kongresses war für seine raue und trinkfreudige Atmosphäre bekannt.

## Tailhook ’91
Das Vortragsprogramm im Jahr 1991 war geprägt vom Zweiten Golfkrieg (der alliierte Gegenschlag begann Mitte Januar und endete Anfang März 1991). 
Die meisten Vorträge beschäftigten sich mit einem Rückblick auf die Operation und Erkenntnissen über die Effektivität der teilweise erstmals eingesetzten luftgestützten Waffensysteme. Den zweiten großen Block bildeten Blicke in die Zukunft der Marinefliegerei, zum Beispiel das damals noch in der Entwicklung befindliche Flugzeug F/A-18E/F Super Hornet oder die zukünftige Stützpunkt- und Budgetplanung der Navy. Den Abschluss bildete wie in jedem Jahr eine freie Podiumsdiskussion mit mehreren hochrangigen Admirälen.
Die 1991er-Veranstaltung war gemessen an den Besucherzahlen das bis dahin größte Tailhook-Symposium. Etwa 5000 Besucher wurden gezählt; das Hilton-Hotel war ausgebucht. Im geselligen Teil des Kongresses kam es zu mehreren „Entgleisungen“ und Straftaten, die sich später zu einem Skandal auswuchsen:
- Mindestens sechs Staffeln versuchten die Stimmung in ihren Suiten durch Darbietungen von Striptease-Tänzerinnen zu heben. Teilweise ging es dabei relativ anständig zu, wenn die Vorführung nur für einen kleinen Kreis von Staffelmitgliedern gedacht war; teilweise kam es aber auch zu sexuellen Exzessen im Publikum und auf den provisorischen Bühnen.
- Die VAW-110 (Carrier Airborne Early Warning Squadron) hatte in ihrer Suite einen Stand eingerichtet, an dem sich weibliche Gäste die Beine rasieren lassen konnten. Laut Zeugenaussagen wurden in Einzelfällen aber auch Intimrasuren vor Publikum vorgenommen.
- Die VMFP-3 (Marine Corps Tactical Reconnaissance Squadron), deren Maskottchen ein Nashorn war, bot alkoholisches „Nashorn-Sperma“ an, das über eine Art Dildo von einer Nashorn-Attrappe gezapft wurde. An diesem Dildo wurde von weiblichen Gästen Oralsex simuliert.
- Vereinzelt wurde Alkohol an Minderjährige ausgegeben und ihnen pornografisches Material zugänglich gemacht.
- Alkoholisierte Offiziere randalierten in Suiten. Der Gesamtschaden an der Hoteleinrichtung belief sich später auf 23.000 Dollar, davon 18.000 Dollar für die Neuverlegung des Teppichbodens.
- Auf dem Flur vor dem Aufzug des 3. Stocks kam es zu einem „Spießrutenlaufen“ (engl. „Running the gauntlet“) für viele weibliche Gäste. Wenn sie versuchten, den Bereich zu passieren, wurden sie von links und rechts am Gang stehenden Männern (200–300 Leute) unsittlich angefasst und teilweise gewaltsam entkleidet. Auch im gesamten restlichen Teil des 3. Stocks kam es immer wieder zu Übergriffen auf Frauen. Der Untersuchungsbericht listete später 83 Frauen auf, die sexuell belästigt worden waren.

## Untersuchung der Vorfälle
Nach oder während des Kongresses erstatteten mindestens 10 Frauen bei der Polizei von Las Vegas Anzeige wegen sexueller Nötigung. Die Navy war gezwungen, das Verhalten ihrer Offiziere zu untersuchen. Das Ergebnis war ein im April 1992 veröffentlichter Untersuchungsbericht von 2.000 Seiten, zusammengestellt vom Naval Investigative Service (NIS) und dem Inspector General der Navy. Der Bericht wurde schon bald heftig kritisiert, da er offensichtlich in einigen Bereichen nicht die Wahrheit schilderte, um öffentlich kein schlechtes Bild abzugeben. Auf die Rolle höherer Offiziere (Staffelkommandanten und Admiräle) wurde beispielsweise nur am Rande eingegangen. Als Reaktion auf die lautstarke Kritik setzte Marineminister Garrett am 18. Juni 1992 eine Untersuchung der Untersuchung an. Sie wurde vom Inspector General des Verteidigungsministeriums (DoD) durchgeführt. Sein Bericht, veröffentlicht am 22. September 1992, übte harsche Kritik an der NIS-Untersuchung. Offensichtlich waren die Ermittler auf Geheiß von oben ausgebremst worden, als man merkte, dass man in ein Wespennest gestochen hatte. Zu einem späteren Zeitpunkt wollte der DoD-Inspector General eine eigene Untersuchung der Tailhook-Vorfälle vorlegen. Dieser Bericht wurde Mitte Februar 1993 fertiggestellt und am 12. April 1993 veröffentlicht. Er listete 90 Opfer (83 Frauen und sieben Männer) sexueller Übergriffe und zahlreiche weitere Fälle offiziersunwürdigen Verhaltens auf und überführte 50 Offiziere der Lüge. Die Ermittlungsakten zum Verhalten von 140 namentlich identifizierten Offizieren (119 Navy und 21 Marine Corps) wurden dem kommissarischen Marineminister Sean O’Keefe für eine eventuelle strafrechtliche Verfolgung übergeben.

## Paula Coughlin
Das bekannteste Opfer der Tailhook-Vorfälle wurde Lt. Paula Coughlin, damals Helikopterpilotin und Stabsmitarbeiterin des Kommandanten des Naval Air Test Center, Rear Admiral Jack Snyder. Am Samstagabend wurde sie zu einem Opfer des Spießrutenlaufs. Sie wurde zunächst angerempelt und am Gesäß festgehalten. Andere Männer zogen an ihrer Kleidung und griffen nach ihren Brüsten. Coughlin trat um sich, versuchte sich von der Gruppe zu lösen, biss einen der Angreifer zweimal in den Arm und flüchtete dann in eine der Suiten.
Coughlin legte auf dem offiziellen Dienstweg Beschwerde ein. Admiral Snyder lehnte es ab, den Fall weiter zu verfolgen, mit der Begründung, dass Coughlin hätte wissen müssen, dass ihr die genannten Dinge passieren könnten, wenn sie sich bewusst „einem Deck voller betrunkener Flieger“ aussetzte. Sie entschied sich, mit ihrem Fall an die Öffentlichkeit zu gehen. Am 24. Juni 1992 rüttelte ein Bericht in den ABC-Abendnachrichten die Nation wach.
Coughlin konnte ihren Hauptangreifer identifizieren, allerdings fanden sich keine Zeugen, die ihre Geschichte bestätigten. Die Ermittlungen wurden gestoppt. Spätere Untersuchungen deckten auf, dass alle vernommenen Offiziere entweder gelogen hatten, sich angeblich auf Grund von zu viel Alkoholkonsum nicht erinnern konnten oder mauerten, um ihre Kameraden zu schützen.
Als „Retourkutsche“ begann nun eine regelrechte Kampagne gegen Coughlin. Es zirkulierten anonyme Vorwürfe, laut denen Coughlin sich absichtlich dem Spießrutenlaufen ausgesetzt habe und an jenem Abend selbst an unzüchtigem Verhalten beteiligt gewesen sei. Erst durch die DoD-Untersuchung, bei der herauskam, dass es für diese Vorwürfe keine Zeugen gab, wurde Coughlins Ruf wieder reingewaschen. Fälle von Frauen, die die Gauntlet-Behandlung genossen hatten, hatte es zwar tatsächlich gegeben, Coughlin gehörte aber nicht dazu.

## Konsequenzen
Am 29. Oktober 1991 entzog Marineminister Garrett die offizielle Unterstützung der Navy für die Tailhook Association. Er brachte in einem Brief an den Vorsitzenden der Tailhook Association, Captain F. W. Ludwig, seine tiefe Enttäuschung über das Verhalten vieler Offiziere auf dem Kongress zum Ausdruck. Erst im Januar 1999 begann man wieder mit einer vorsichtigen Annäherung an diese.
Als Lt. Coughlin mit ihrer Geschichte an die Öffentlichkeit ging, sah Garrett sich durch den öffentlichen Druck gezwungen, von seinem Posten zurückzutreten. Er war ebenfalls auf dem Kongress anwesend gewesen, stritt aber ab, selbst irgendwelche Fälle schlechter Führung mitbekommen zu haben. Das Amt wurde kommissarisch von Sean O’Keefe übernommen.
Nach der Veröffentlichung des zweiten Inspector-General-Reports entließ O’Keefe den Chef des Naval Investigative Service, Admiral Duvall Williams, und den Judge Advocate General der Navy, Konteradmiral John Gordon. Konteradmiral George Davis, damals Inspector General der Navy, wurde strafversetzt. Lt. Coughlins Vorgesetzter Rear Admiral Snyder wurde seines Postens enthoben, weil er Coughlins Vorwürfe nicht hatte verfolgen wollen. Später kostete die Affäre auch noch Admiral Frank Kelso, Chef der Marineoperationen, den Posten. Der neue Marineminister John Dalton entließ ihn, weil er als Kongressteilnehmer nicht eingeschritten war, als die Ereignisse aus dem Ruder liefen.
Das Amt des Inspector General der Navy wurde reformiert: Um seine Wichtigkeit zu betonen, wurde es von nun an mit einem Drei- statt Zwei-Sterne-Admiral besetzt. Den Aspiranten wurde klargemacht, dass dies ihr letzter Posten vor der Pensionierung sein würde, so dass sie bei ihren Entscheidungen keine Rücksicht auf ihre weitere Karriere nehmen mussten.
Keiner der 140 vom US-Verteidigungsministerium identifizierten Offiziere wurde jemals vor Gericht gestellt. In etwa der Hälfte der Fälle ließen sich nicht ausreichend Beweise finden. Darunter war auch die Mehrzahl der sexuellen Angriffe auf Frauen. Die andere Hälfte der Offiziere wurde außergerichtlich von ihren Vorgesetzten gemaßregelt. Ihre Karrieren erlebten einen Knick; einige mussten empfindliche Geldstrafen zahlen.
Noch viele Jahre nach dem Skandal war „Tailhook ’91“ ein Karrierehindernis für Offiziere, die daran teilgenommen hatten. Bevor sie befördert wurden, wurde nochmals gründlich geprüft, ob sie sich auf dem Kongress etwas hatten zuschulden kommen lassen. Im Zweifel wurden sie von der Beförderung zurückgestellt – einige, obwohl sie nachweisbar nichts Falsches getan hatten.
„Tailhook ’91“ wurde zu einem Publicity-Desaster für die Navy. In der Öffentlichkeit entstand der Eindruck, der elitäre Kader der Marineflieger bestehe überwiegend aus sich an Frauen vergreifenden alkoholisierten Männern, die geistig noch im Teenager-Alter seien. Die Navy bemühte sich in den folgenden Jahren, besonders frauenfreundlich zu erscheinen. Das Tailhook-Trauma wurde auch zu einem bestimmenden Faktor, als es um die Abschaffung der so genannten Combat Exclusion Laws ging, durch die es Frauen verboten war, aktiv an Kampfhandlungen teilzunehmen, speziell Kampfmissionen mit Flugzeugen. Nach Abschaffung dieser Gesetze versuchte die Navy, möglichst schnell Frauen in die Flugzeuge zu bekommen, um wieder ein positives Bild in der Öffentlichkeit abzugeben. Der Unfalltod der F-14-Pilotin Kara Spears Hultgreen im Oktober 1994 führte zu einem neuen Tiefpunkt im Verhältnis der Männer zu den Frauen in der Navy. Es wurden Theorien geäußert, nach denen Frauen „Tailhook-bedingt“ bei der Flugausbildung bevorzugt worden waren und eigentlich nicht gut genug ausgebildet waren, um zu fliegen.
Paula Coughlins Geschichte wurde 1995 unter dem Titel She Stood Alone: The Tailhook Scandal verfilmt. Der Film (deutscher Titel: Brutale Exzesse – Skandal in der Navy) war nicht übermäßig erfolgreich.